# Gennaro Béfani

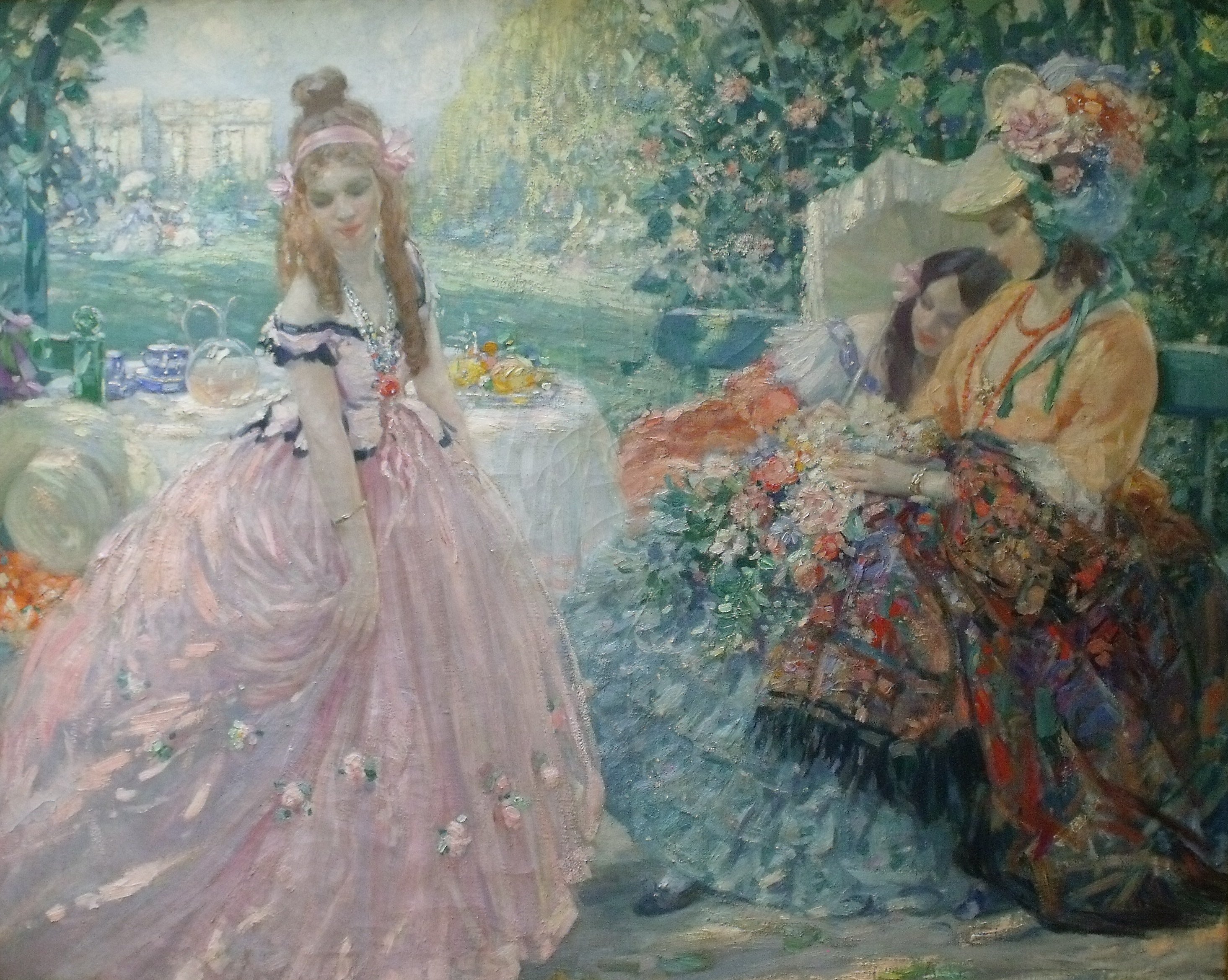
Primavera, huile sur toile, Museo Municipal de Bellas Artes, Valparaiso

Gennaro Befanio dit Gennaro Béfani, né à Naples le 17 novembre 1866 et mort en mars 1949 à Bagneux, est un peintre français d'origine italienne.

## Biographie
Élève de Giuseppe Palizzi, peintre de genre, il se fait remarquer par ses danseuses et ses bohémiennes et expose au Salon des artistes français à partir de 1907. Il y obtient en 1909 une médaille d'honneur puis en 1911 une médaille de 2e classe. 
Il est fait chevalier de la Légion d'honneur en 1920. 